# 有効煙突高
有効煙突高（ゆうこうえんとつこう）とは、煙突から排出されるガスが、それ自身が持つ熱と吐出速度による運動量により一定高さまで上昇した高さのこと。この高さまで上昇した後に、風による大気拡散を始める。
有効煙突高He は、次式で与えられる：
{\displaystyle H_{\mathrm {e} }=H+H_{\mathrm {m} }+H_{\mathrm {t} }}
ここで
- H ：実煙突高、実際の煙突頭頂部の高さ
- Hm ：ガスの運動量によって上昇する高さ
- Ht ：ガスと環境大気の温度差によって浮力上昇する高さ

有効煙突高は排出ガス温度、排出ガス吐出速度、外気温、風速などにより決まり、その推定にはブリッグス式（無風時）、コンケイウ（コンカウ）式（有風時）、モーゼンス・カーソンの式などが実用として広く用いられている。大気汚染防止法ではボサンケの式(1950年)を使っている。定性的には、以下のような性質がある：
- 気象的な条件
  - 風速U が弱いと、ガスが横方向にたなびかないので高くなる。
  - 大気安定度が不安定だと、ガス温度と大気温度の差が大きいので高くなる。
- 人工的な条件
  - ガスの吐出速度Vg が大きいと高くなる。
  - ガス温度Tg が高いと大気温度との差が大きくなるので高くなる。
  - ガス量Q が多いほど高くなる。

## ボサンケの式
He 、H 、 Hm 、Ht の意味は上記と同じとする。
{\displaystyle H_{\mathrm {e} }=H+K(H_{\mathrm {m} }+H_{\mathrm {t} })}
{\displaystyle H_{\mathrm {m} }={\frac {4.77}{1+0.43U/V_{\mathrm {g} }}}\cdot {\frac {\sqrt {QV_{\mathrm {g} }}}{U}}}
{\displaystyle H_{\mathrm {t} }=6.37{\frac {gQ}{U^{3}}}\cdot {\frac {T_{\mathrm {g} }-T_{1}}{T_{1}}}\left(\ln J^{2}+{\frac {2}{J}}-2\right)}
ここで
- {\displaystyle J=1+{\frac {U^{2}}{\sqrt {QV_{\mathrm {g} }}}}\left(0.43{\sqrt {\frac {T_{1}}{gG}}}-0.28{\frac {V_{\mathrm {g} }}{g}}\cdot {\frac {T_{1}}{T_{\mathrm {g} }-T_{1}}}\right)}
- K ：修正係数
- Vg ：排ガスの吐出速度
- U ：環境大気の風速
- Q ：温度T1における排ガスの流量（m3N）
- T1 ：排ガスの密度が大気密度に等しくなる温度（ほぼ大気温度）
- Tg ：排ガス温度
- G ：鉛直方向の温度勾配
- g ：重力加速度